# Sytuacja prawna i społeczna osób LGBT w Ekwadorze

## Prawo wobec kontaktów homoseksualnych
Kontakty homoseksualne w Ekwadorze są legalne od 1998 roku. Zalegalizowano je na podstawie orzeczenia Trybunału Konstytucyjnego stwierdzającego niezgodność z konstytucją zakazu kontaktów homoseksualnych zawartego w kodeksie karnym. Wiek osób legalnie dopuszczających się kontaktów homo- i heteroseksualnych jest zrównany i wynosi 18 lat

## Ochrona prawna przed dyskryminacją
Ogólnokrajowa
W konstytucji kraju od 1998 roku istnieje zapis chroniący przed dyskryminacją przez wzgląd na orientację seksualną. Ekwador jest pierwszym latynoamerykańskim państwem, które zawarło taki zakaz w konstytucji.
Obecnie tylko 4 inne kraje (RPA, Fidżi, Szwajcaria i Portugalia) posiadają podobny zapis w ustawie zasadniczej. Geje nie są wykluczeni ze służby wojskowej.

## Uznanie związków tej samej płci
W 2008 roku Ekwador zalegalizował związki partnerskie.
Od 2019 roku małżeństwa homoseksualne w Ekwadorze są legalne

## Życie osóbLGBTw kraju
Pierwsza ekwadorska manifestacja gejów i lesbijek (licząca około 300 osób) w 2000 roku w Guayaquil została zaatakowana gazem łzawiącym przez policję. Szef miejscowej policji, oskarżony przez działaczy gejowskich o złamanie konstytucyjnego zakazu dyskryminacji osób homoseksualnych, w odpowiedzi zatrzymał 11 transseksualistów uczestniczących wcześniej w marszu i zwolnił ich z więzienia dopiero po przeprowadzeniu przymusowego badania na obecność wirusa HIV. Działanie to było sprzeczne z ekwadorskim prawem.
W 2001 roku Amnesty International opublikowała raport Ecuador – Continued torture and ill-treatment of Lesbian, Gay, Bisexual and Transgendered people, w którym przedstawiła przypadki nękania osób homoseksualnych w Ekwadorze. W tym samym roku organizacja nadal notowała podobne wydarzenia w kraju, najczęściej związane z działalnością ekwadorskiej policji, m.in. seksualne wykorzystywanie, aresztowania bezpodstawne lub na podstawie rzekomego złamania przepisów o moralności publicznej (choć za to wykroczenie grozi tylko grzywna), obojętność policji wobec homofobicznych ataków, maltretowanie, pobicia.
Według Amnesty International w 2002 roku dwa przypadki pobić i gróźb wobec lesbijek zostały zignorowane przez ekwadorską policję. Ekwadorski Dyrektor ds. Praw Człowieka w Ministerstwie Spraw Wewnętrznych stwierdził, że „po przeprowadzeniu śledztwa na temat oskarżeń o dyskryminację policja orzekła, że nie miały miejsca żadne akty „dyskryminacji” [...]; tym niemniej oficerowie policji otrzymali podręcznik przygotowujący do postępowania z osobami należącymi do grup szczególnie podatnych na zranienie”.